# 헥토미터
헥토미터(영국 영어: hectometre, 미국 영어: hectometer, hm는 길이의 단위다. 1헥토미터는 100미터다.

## 헥토미터 단위의 길이
- 피라미드의 높이: 1.39 hm (139 m)
- 미국 존 F 케네디함의 길이: 3.21 hm (321 m)
- 미국 시어도어 루스벨트함의 길이: 3.33 hm (333 m)
- 원 세계 무역 타워의 높이: 5.31 hm (531 m)
- 제2롯데월드의 높이: 5.56 hm (556 m)
- 상하이 타워의 높이: 6.3 hm (630 m)
- 부르즈 칼리파의 높이: 8.3 hm (830 m)
- 북한산의 높이: 8.36 hm (836 m)
- 킬로미터: 10 hm (1,000 m)

## 같이 보기
- 크기 정도 (길이)
- 단위 변환